# 1992 DY7
1992 DY7 är en asteroid i huvudbältet som upptäcktes den 29 februari 1992 av UESAC vid La Silla-observatoriet.
Asteroiden har en diameter på ungefär 4 kilometer.